# 표 (중위)
표(豹, ? ~ ?)는 전한 중기의 관료이다. ‘표’는 이름자로, 성씨는 알 수 없다.

## 생애
원정 4년(기원전 113년), 수형도위에 임명되었다.
원정 6년(기원전 111년), 중위에 임명되었다.

## 출전
- 반고, 《한서》 권19하 백관공경표(百官公卿表) 下